# Heinrich Obersteiner
Heinrich Obersteiner (Vienna, 1847 – 1922) è stato un neurologo austriaco.
Studioso della corteccia cerebrale e delle vie olfattive, il suo più grande merito è aver fondato l'Istituto neurologico viennese, organismo fondamentale per lo studio delle patologie nervose.